# Linda Ronstadt
Linda Marie Ronstadt (Tucson (Arizona), 15 juli 1946) is een Amerikaanse zangeres, die in de jaren zeventig doorbrak met door pop beïnvloede countryrock. Ronstadt sleepte elf Grammy Awards in de wacht en stopte met zingen nadat bij haar initieel de ziekte van Parkinson werd vastgesteld, maar later bleek dit progressieve supranucleaire parese te zijn.

## Biografie

### Jaren 60 en 70
Tijdens haar studie aan de Universiteit van Arizona ontmoette ze gitarist Bob Kimmel. Samen trokken ze naar Los Angeles, waar gitarist en songwriter Kenny Edwards zich bij hen aansloot. Gedrieën vormden ze de folkgroep The Stone Poneys. In 1967 nam de groep hun eerste album op. Met het nummer "Different Drum", geschreven door Michael Nesmith van hun tweede album, hadden ze hun eerste hitsingle. Het trio was toen feitelijk al uit elkaar maar ingegeven door het succes maakte Ronstadt op aandrang van platenmaatschappij Capitol nog een derde album 'Stone Poneys and friends'.
In 1968 begon Ronstadt een solocarrière. In 1971 kwam haar derde album uit, Linda Ronstadt. Haar begeleidingsband bestond uit een groep muzikanten die later Eagles zouden vormen. In 1974 brak ze door toen ze in de Verenigde Staten een reeks hits scoorde, alle afkomstig van het album Heart Like a Wheel. De single "You're No Good" (een cover van een hit van Betty Everett) werd ook in Europa een hit.
Haar grootste succes kwam met het album Simple Dreams, uit 1977. Het album bevatte onder andere de hits "It's So Easy" (oorspronkelijk van Buddy Holly) en "Blue Bayou" (oorspronkelijk van Roy Orbison). Ook bevatte het album enkele nummers geschreven door Warren Zevon en een versie van "Tumbling Dice" van The Rolling Stones. 
Het jaar daarop bracht ze het album Living in the U.S.A. uit, waarop Ronstadt een staalkaart aanbiedt van de 20e-eeuwse popmuziek met nummers van Romberg en Hammerstein (When I grow too old to dream) om via Elvis' 'Love me tender' en de sixties ('Just one look' en 'Ooh baby, baby') uiteindelijk uit te komen bij nummers van Little Feat en Elvis Costello. Het album is in feite een vooraankondiging van haar carrière vanaf de jaren 80 waarin Linda de meest uiteenlopende genres van de muziek uitvoerde op de plaat alsook op diverse podia.

### Jaren 80 en 90

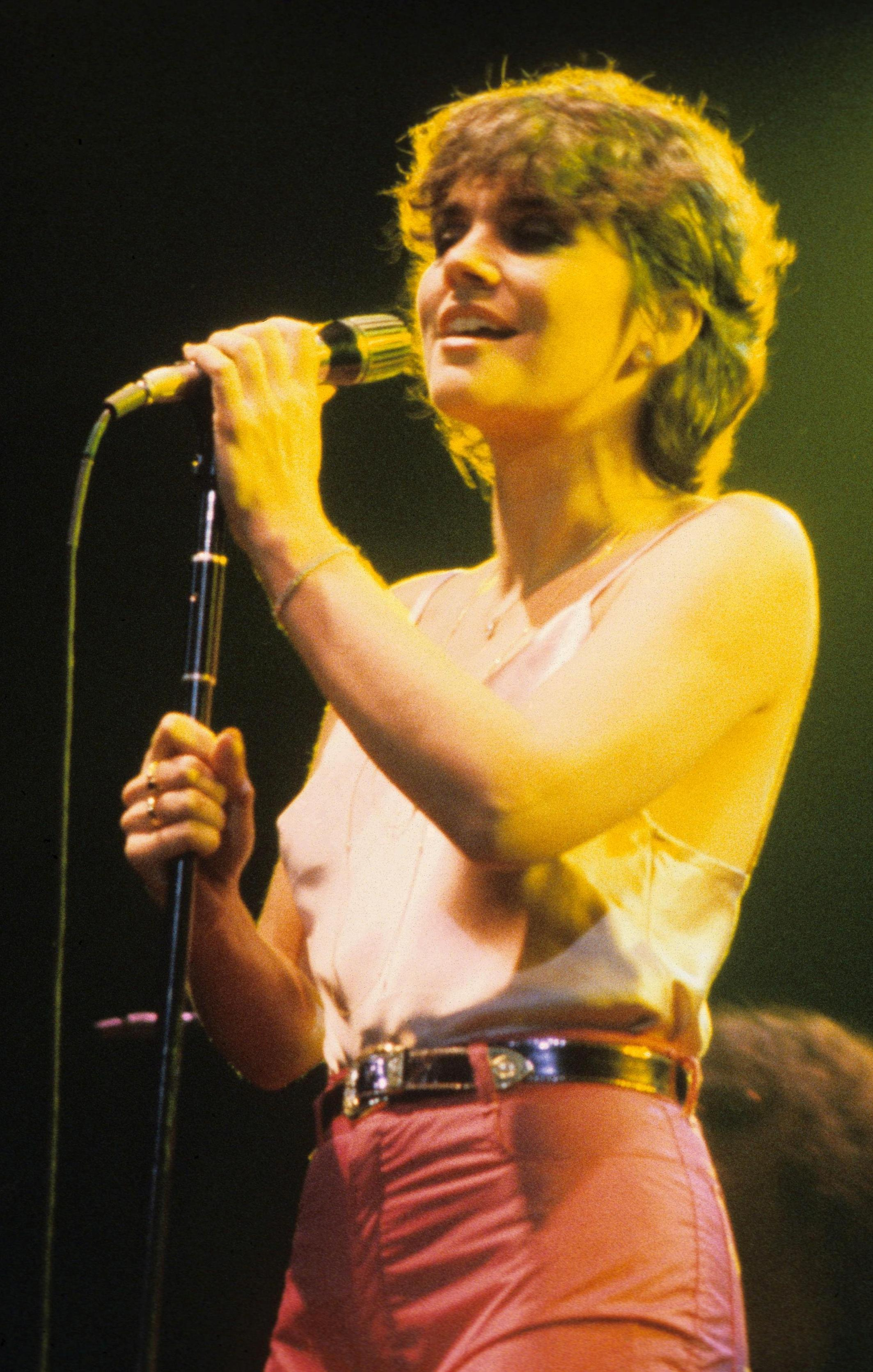

Begin jaren tachtig was Ronstadt te zien op Broadway in The Pirates of Penzance, een toneelstuk naar een operette van Gilbert en Sullivan, en in 1983 in de filmversie van dit stuk. Voor haar rol in het toneelstuk werd ze in 1981 genomineerd voor een Tony Award. Ze nam hierna een reeks van drie albums op met "pop standards" van onder andere George Gershwin, Irving Berlin, Richard Rodgers en Nat King Cole. Op deze albums werd zij begeleid door het orkest van Nelson Riddle.
Belangrijk was ook haar vocale bijdrage aan het nummer "An American Dream" van The Dirt Band, een Amerikaanse country-, folk- en rockband die met dit lied in Nederland een top 10-hit scoorde. Alsook het duet 'Silencios" met Ruben Blades op zijn album "Escenas" uit 1985.
In 1986 zong ze met Paul Simon het nummer "Under African Skies" op diens album Graceland. Eind 1986 keerde ze terug naar de popmuziek. Ze nam met James Ingram de hit "Somewhere Out There" op voor de soundtrack van de tekenfilm Een avontuur met een staartje (An American Tail). Het jaar daarop bracht ze samen met Dolly Parton en Emmylou Harris het album Trio uit; Trio won enkele Grammy's en bracht de hit To Know Him is to Love Him voort. Datzelfde jaar bracht ze een album uit met daarop traditionele Mexicaanse mariachiliedjes (Canciones de Mi Padre), het is met 2,5 miljoen verkochte platen het bestverkochte niet-Engelstalig album in de VS. 
In 1989 verscheen het popalbum Cry Like a Rainstorm - Howl Like the Wind, waarop enkele duets staan met Aaron Neville. Dit album bracht onder andere de hit "Don't Know Much" voort. Begin jaren 90 bracht Ronstadt nog twee Spaanstalige albums uit; Mas Canciones, het vervolg op Canciones de Mi Padre, en Frenesí dat in 1993 bekroond werd met een Grammy Award voor beste latin-album. Daarna keerde Ronstadt terug naar de popmuziek; op Feels Like Home uit 1995 coverde ze Tom Petty's The Waiting en op Dedicated to the One I Love uit 1996 bewerkte ze rockklassiekers tot kinderliedjes. In 1999, twaalf jaar na dato, kwamen Ronstadt, Parton en Harris met het vervolgalbum Trio II.

### Na 2000
Op 15 juli 2004 zorgde ze voor enige controverse, toen ze aan de krant The San Diego Union-Tribune vertelde dat de aanwezigheid van een republikein of een fundamentele christen in het publiek een schaduw kan werpen over haar plezier in het optreden ("It's a real conflict for me when I go to a concert and find out somebody in the audience is a Republican or fundamental Christian. It can cloud my enjoyment. I'd rather not know."). Haar laatste optreden was op 7 november 2009.
In 2013 werd bekend dat Ronstadt lijdt aan de ziekte van Parkinson. In een interview met het tijdschrift AARP zei de toen 67-jarige Ronstadt dat ze door de ziekte 'geen noot meer kon zingen'. Volgens Ronstadt kreeg ze de diagnose acht maanden daarvoor te horen. Daarmee werd voor haar het mysterie verklaard waarom ze niet meer kon zingen, zo zegt ze in het interview.
De zangeres beweegt zich voort met behulp van een stok en een rolstoel voor langere afstanden. 'Toen de neuroloog zei dat ik parkinson had, was ik compleet in shock. Dit had ik in geen miljoen, geen miljard jaar verwacht.' Eind 2019 herzagen haar artsen hun diagnose in progressieve supranucleaire parese.
In 2019 kwam de documentaire/film Linda Ronstadt: The Sound of My Voice uit. In deze documentaire is de nieuwe diagnose nog niet bekend.

### Privé
Ronstadt heeft relaties gehad met enkele beroemdheden, onder wie Jerry Brown, destijds gouverneur van Californië, en filmregisseur George Lucas, maar trouwde nooit.

## Discografie

### Albums
| Album met eventuele hitnotering(en) in de Nederlandse Album Top 100 | Datum van verschijnen | Datum van binnenkomst | Hoogste positie | Aantal weken | Opmerkingen                       |
| ------------------------------------------------------------------- | --------------------- | --------------------- | --------------- | ------------ | --------------------------------- |
| Hand sown... Home grown                                             | 1969                  | -                     |                 |              |                                   |
| Silk purse                                                          | 1970                  | -                     |                 |              |                                   |
| Linda Ronstadt                                                      | 1971                  | -                     |                 |              |                                   |
| Don't cry now                                                       | 1973                  | -                     |                 |              |                                   |
| Heart like a wheel                                                  | 1974                  | 05-04-1974            | 31              | 5            |                                   |
| Prisoner in disguise                                                | 1975                  | -                     |                 |              |                                   |
| Hasten down the wind                                                | 1976                  | -                     |                 |              |                                   |
| Greatest hits                                                       | 1976                  | -                     |                 |              | Verzamelalbum                     |
| Simple dreams                                                       | 1977                  | 24-09-1977            | 8               | 33           |                                   |
| Living in the USA                                                   | 1978                  | 30-09-1978            | 9               | 11           |                                   |
| Mad love                                                            | 1980                  | 08-03-1980            | 29              | 6            |                                   |
| Greatest hits, volume 2                                             | 1980                  | -                     |                 |              | Verzamelalbum                     |
| Get closer                                                          | 1982                  | -                     |                 |              |                                   |
| What's new                                                          | 1983                  | -                     |                 |              |                                   |
| Lush life                                                           | 1984                  | -                     |                 |              |                                   |
| For sentimental reasons                                             | 1986                  | -                     |                 |              |                                   |
| Trio                                                                | 1987                  | 04-04-1987            | 31              | 10           | met Dolly Parton & Emmylou Harris |
| Canciones de mi padre                                               | 1987                  | -                     |                 |              |                                   |
| Cry like a rainstorm, howl like the wind                            | 1989                  | 18-11-1989            | 9               | 25           |                                   |
| Mas canciones                                                       | 1990                  | -                     |                 |              |                                   |
| Frenesí                                                             | 1992                  | 05-09-1992            | 72              | 5            |                                   |
| Winter light                                                        | 1994                  | -                     |                 |              |                                   |
| Feels like home                                                     | 1995                  | -                     |                 |              |                                   |
| Dedicated to the one I love                                         | 1996                  | -                     |                 |              |                                   |
| We ran                                                              | 1998                  | -                     |                 |              |                                   |
| Trio 2                                                              | 1999                  | 06-03-1999            | 76              | 3            | met Dolly Parton & Emmylou Harris |
| Canciones - The Mexican collection                                  | 1999                  | 21-08-199             | 41              | 6            | Verzamelalbum                     |
| Western wall: The Tucson sessions                                   | 1999                  | -                     |                 |              | met Emmylou Harris                |
| A merry little Christmas                                            | 2000                  | -                     |                 |              |                                   |
| Hummin' to myself                                                   | 2004                  | -                     |                 |              |                                   |
| Adieu false heart                                                   | 2006                  | -                     |                 |              | met Ann Savoy                     |

### Singles
| Single met eventuele hitnotering(en) in de Nederlandse Top 40 | Datum van verschijnen | Datum van binnenkomst | Hoogste positie | Aantal weken | Opmerkingen                                                     |
| ------------------------------------------------------------- | --------------------- | --------------------- | --------------- | ------------ | --------------------------------------------------------------- |
| You're no good                                                | 1975                  | 08-03-1975            | 16              | 5            | Nr. 17 in de Single Top 100                                     |
| It's so easy                                                  | 1977                  | 12-11-1977            | 8               | 10           | Nr. 13 in de Single Top 100 / Alarmschijf                       |
| Love me tender                                                | 1978                  | 23-12-1978            | tip10           | -            |                                                                 |
| Hurt so bad                                                   | 1980                  | 12-07-1980            | 34              | 3            | Nr. 43 in de Single Top 100                                     |
| Get closer                                                    | 1983                  | 15-01-1983            | tip2            | -            | Nr. 43 in de Single Top 100                                     |
| To know him, is to love him                                   | 1987                  | -                     |                 |              | met Dolly Parton & Emmylou Harris / Nr. 62 in de Single Top 100 |
| Somewhere out there                                           | 1987                  | 18-04-1987            | tip8            | -            | met James Ingram / Nr. 51 in de Single Top 100                  |
| Don't know much                                               | 1989                  | 25-11-1989            | 6               | 11           | met Aaron Neville / Nr. 6 in de Single Top 100                  |
| All my life                                                   | 1990                  | 10-03-1990            | 27              | 4            | met Aaron Neville / Nr. 28 in de Single Top 100                 |

| Single met hitnotering(en) in de Vlaamse Ultratop 50 | Datum van verschijnen | Datum van binnenkomst | Hoogste positie | Aantal weken | Opmerkingen                                    |
| ---------------------------------------------------- | --------------------- | --------------------- | --------------- | ------------ | ---------------------------------------------- |
| It's so easy / Blue Bayou                            | 1977                  | -                     |                 |              | Nr. 2 in de Radio 2 Top 30                     |
| How do I make you                                    | 1980                  | -                     |                 |              | Nr. 25 in de Radio 2 Top 30                    |
| Don't know much                                      | 1989                  | -                     |                 |              | met Aaron Neville / Nr. 5 in de Radio 2 Top 30 |

### NPO Radio 2 Top 2000
| Nummers met noteringen in de NPO Radio 2 Top 2000 | '99  | '00 | '01  | '02  | '03  | '04  | '05  | '06  | '07  | '08  | '09  | '10  | '11  | '12  | '13  | '14  |
| ------------------------------------------------- | ---- | --- | ---- | ---- | ---- | ---- | ---- | ---- | ---- | ---- | ---- | ---- | ---- | ---- | ---- | ---- |
| Blue Bayou                                        | 1044 | -   | 987  | 1430 | 1183 | 901  | 1117 | 1010 | 1177 | 1089 | 1478 | 1459 | 1701 | 1661 | 1761 | 1932 |
| Don't Know Much (met Aaron Neville)               | 1083 | -   | 1797 | -    | 1931 | 1793 | -    | -    | -    | -    | -    | -    | -    | -    | -    | -    |
| It's So Easy                                      | 1489 | -   | 1892 | 329  | -    | -    | -    | -    | -    | -    | -    | -    | -    | -    | -    | -    |

1. ↑  Een '-' betekent dat het nummer niet was genoteerd en een vetgedrukt getal geeft de hoogste notering van een nummer aan.
2. ↑  Deze tabel is bijgewerkt tot en met de laatste editie (2024).

- Bibsys: 1096504
- Biblioteca Nacional de España: XX946499
- Bibliothèque nationale de France: cb13899153v (data)
- CiNii: DA0673373X
- Gemeinsame Normdatei: 119023806
- International Standard Name Identifier: 0000 0000 7827 8652
- Library of Congress Control Number: n81037455
- MusicBrainz: 498f2581-be21-4eef-8756-fbb89d79b1c0
- Nationale Bibliotheek van Tsjechië: xx0085852
- Nationale bibliotheek van Australië: 35620762
- Nationale Bibliotheek van Israël: 987007452035205171
- Nationale Bibliotheek van Polen: a0000002741527
- Nationale en Universitaire bibliotheek Zagreb: 000067618
- Nederlandse Thesaurus van Auteursnamen: 069984123
- SNAC: w6988mwh
- Système universitaire de documentation: 084291192
- Trove: 1017447
- Virtual International Authority File: 5118841
- WorldCat: E39PBJg4kGGTpmjHQFpfp6hmBP